# Magalie Elvire Mbengono Mengue
Magalie Elvire Mbengono Mengue, född 7 augusti 2004, är en volleybollspelare (center). Hon spelar med Kameruns landslag och deltog med dem i VM 2022. 